# Bybanen
Bybanen ("de stadsbaan"), ook wel Bybanen i Bergen genoemd, is een lightrailverbinding in de Noorse stad Bergen die sinds 2010 in bedrijf is. De verbinding werd in 2017 verlengd tot de luchthaven Bergen Flesland. Voor de verlenging vervoerde Bybanen dagelijks naar schatting 45.000 passagiers.

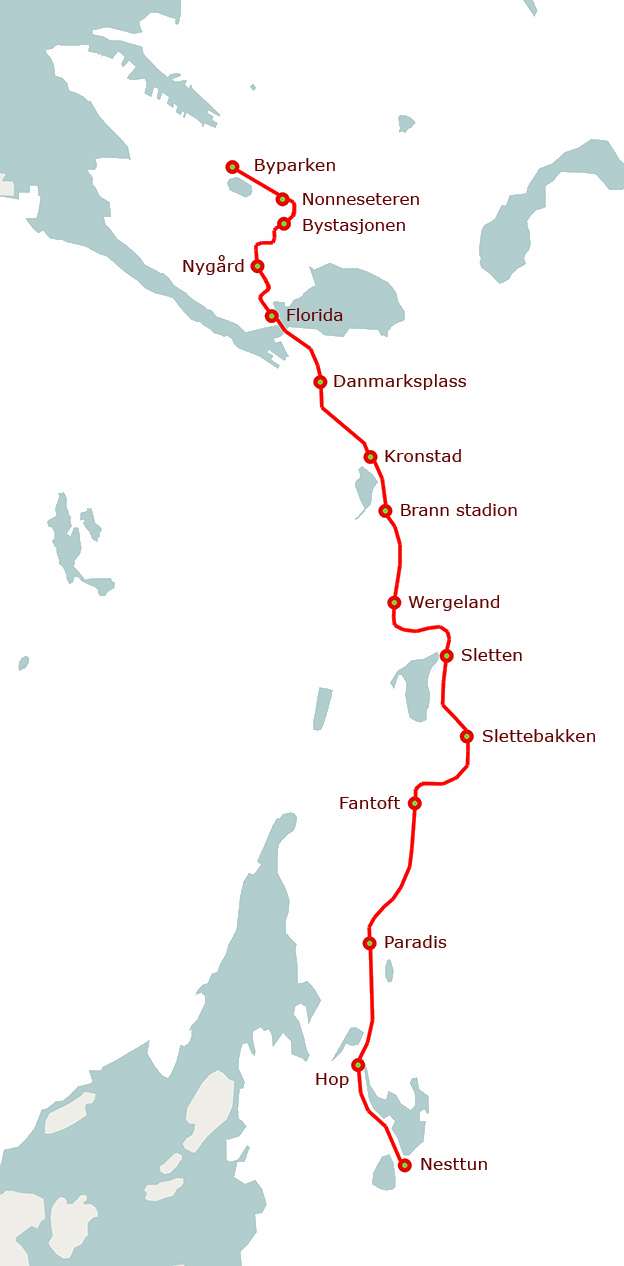
Het in 2010 geopende traject van Bybanen

Het traject loopt van het park Byparken in het centrum van Bergen, via onder meer het busstation en Brann Stadion, naar de voorstad Nesttun in het zuidelijk gelegen stadsdeel Fana. De trambaan bestaat uit 9,8 kilometer dubbelspoor met 15 haltes. Het spoor ligt hoofdzakelijk op eigen baan, wat relatief brede wagens en een hoge snelheid mogelijk maakt. Het traject omvat vier tunnels en een spoorbrug die naast de brug Nygårdsbroen ligt.
De totale kosten van het eerste traject zijn berekend op 2,2 miljard Noorse kronen, ongeveer 270 miljoen euro. De eigenaar van de trambaan is het bedrijf Bybanen AS, dat geheel in handen is van de provincie Hordaland. Het traject wordt geëxploiteerd door de Noorse vervoermaatschappij Fjord1. De reistijd tussen het centrum en Nesttun bedraagt ongeveer 28 minuten, met een gemiddelde snelheid van 21 kilometer per uur.
Op 26 maart 2010 gaf de Noorse overheid goedkeuring voor de financiering van het tweede traject, waarmee de lightrailverbinding doorgetrokken werd naar Lagunen Storsenter in Fana, een van de grootste winkelcentra van Noorwegen. Op 7 januari 2011 begon de bouw van dit tweede deel. Het bestaat uit 3,6 kilometer dubbelspoor met zeven haltes. Het traject kent zes tunnels, drie bruggen, zes onderdoorgangen en omvat drie voetgangersbruggen. Het nieuwe stuk opende op 21 juni 2013.

## Trammaterieel
De gebruikte trams zijn van het type Variobahn, een lagevloertram die wordt geproduceerd door het Berlijnse bedrijf Stadler Pankow.
Er rijden circa 20 trams in Bergen. De wagens zijn 32 meter lang en tellen 84 zitplaatsen. Ze bieden ruimte aan in totaal 212 passagiers. De wagens beschikken over een gratis draadloze internetverbinding. Vanwege een onverwachte groei in het aantal reizigers zullen alle trams met twee wagenbakken verlengd worden, waardoor ze 42 meter lang worden.
Technische gegevens:
- Lengte: 42 m
- Breedte: 2,65 m
- Hoogte: 3,5 m
- Gewicht: 40 ton
- Maximale snelheid: 80 km/h

## Geschiedenis
De voorloper van Bybanen, de tram van Bergen, werd geëxploiteerd door de 'AS Bergens Sporvei'. De eerste elektrische tramlijn op normaalspoor werd geopend op 3 juli 1897. De laatste tramlijn werd opgeheven op 31 december 1965. Tijdens het interbellum werd besloten de tram geleidelijk te vervangen door bussen en de trolleybus van Bergen, geopend op 24 februari 1950.
Er waren drie elektrische tramlijnen. De totale lijnlengte was 15 kilometer.
- 1: Sandviken – Nye Sandviksveien – Torget – Nygårdsgaten – Fjøsangerveien – Inndalsveien – Minde (opgeheven op 31 december 1965)
- 2: Engen – Strandgaten – Kong Oscars gate – Kalvedalsveien – Haukelandsveien – Fridalen (opgeheven op 1 december 1957)
- 3: Bryggen – Torget – Teaterparken – Håkonsgaten – Møhlenpris (opgeheven op 24 februari 1950)

De 'Bergens Elektriske Sporvei' exploiteert sinds 1993 een 300 meter lange museumtramlijn in Møhlenpris, waar vroeger tramlijn 3 reed. Hier is ook het Technisch Museum van Bergen gevestigd.
Voorts is er een op 15 januari 1918 geopende kabelbaan (Vetrlidsalmenning – Fløien) op meterspoor met een lengte van 850 meter.

### Voorgeschiedenis van de Bybanen
Sinds 22 juni 2010 heeft Bergen weer een trambedrijf, de Bybanen (sneltram).
In de jaren 1960 en 1970 ontstonden er een reeks voorsteden rond het centrum. Het autoverkeer van forenzen leidde tot een verkeersinfarct. In de jaren 1980 en 1990 werd een ring van tolwegen aangelegd, waaronder strekkingen van de E-39. Ook werden er bruggen gebouwd die Lindås, Askøy en Sotra met de stad verbonden, en werden er grote parkeergarages in het centrum aangelegd. Desondanks bleef het autoverkeer vastzitten.
Om de verkeersproblemen op te lossen, kwamen er plannen om — in navolging van de metro van Oslo — in Bergen hoogwaardig openbaar vervoer aan te leggen. In 2000 besloot het stadsbestuur om de lightrail-verbinding te bouwen, ondanks tegenstand van de conservatief-liberale partij Fremskrittspartiet. In 2005 werd het bouwplan goedgekeurd, met financiering door de Noorse overheid in het kader van het nationale 10-jaarsplan voor vervoer (Nasjonal transportplan), hoofdzakelijk bestaande uit tolgeld.
Er was veel tegenstand in Bergen tegen de bouw van Bybanen. Critici vreesden dat de bouw veel duurder zou uitpakken dan geraamd. In 2006 begonnen tegenstanders een handtekeningcampagne om een referendum over het project te eisen. Een plaatselijke busmaatschappij, Gaia Trafikk, stelde voor om de lightrail te vervangen met een goedkopere geleide bus. De lightrail was een belangrijk twistpunt in de gemeenteraadsverkiezingen van 2003 en 2007. Desondanks ging de bouw uiteindelijk door. Wel werd de verantwoordelijkheid voor de bouw in 2007 door de provincie Hordaland van de gemeente Bergen overgenomen.
In januari 2008 ging de bouw van start en in december 2009 was de spoorbaan klaar. Op 22 juni 2010 werd Bybanen officieel geopend door koningin Sonja van Noorwegen.
|  |  |
|  |  |

## Verlenging
Het derde traject krijgt een verlenging tot de Luchthaven Bergen Flesland.
Naast het traject naar Flesland zijn er plannen voor verschillende andere lijnen, onder andere:
- Van het centrum, via Norges Handelshøyskole, naar Åsane, het noordelijkst gelegen stadsdeel van Bergen
- Van het centrum, via Academisch Ziekenhuis Haukeland (het grootste ziekenhuis van Noorwegen, gemeten naar aantal patiënten), naar winkelcentrum Oasen

## Foto's tramhistorie Bergen

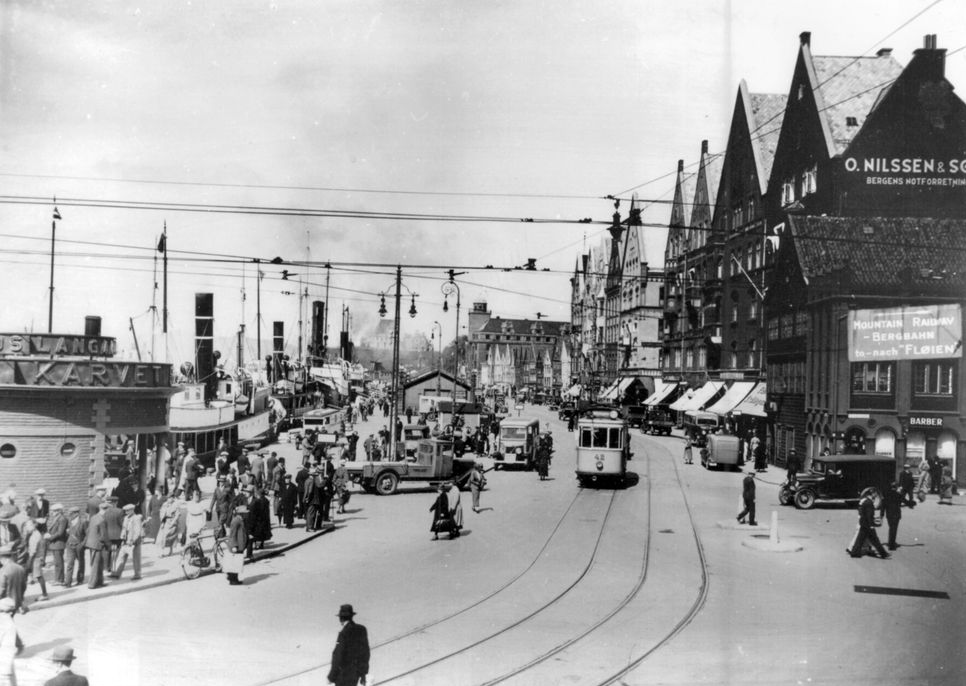
Elektrische tram aan de haven in het centrum van Bergen aan het begin van de 20e eeuw.
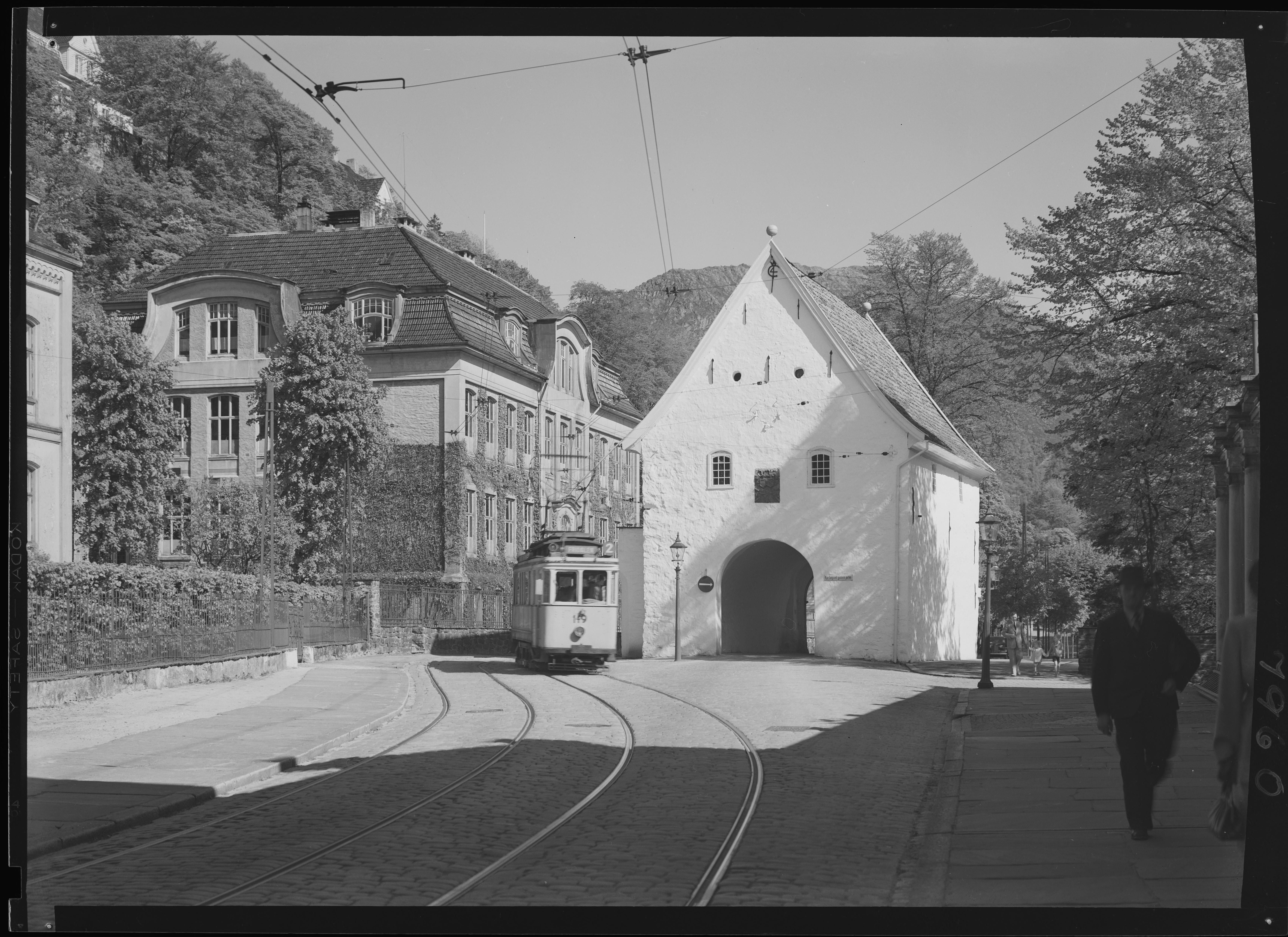
Motorwagen 119 op lijn 2 naar Fridalen; tussen 1948 en 1951.
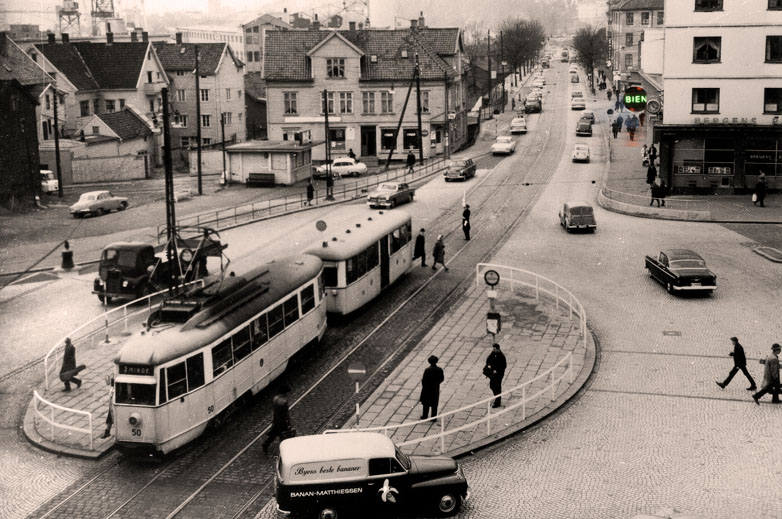
Motorwagen 50 met bijwagen op de Danmarksplass (Denemarkenplein); jaren vijftig.
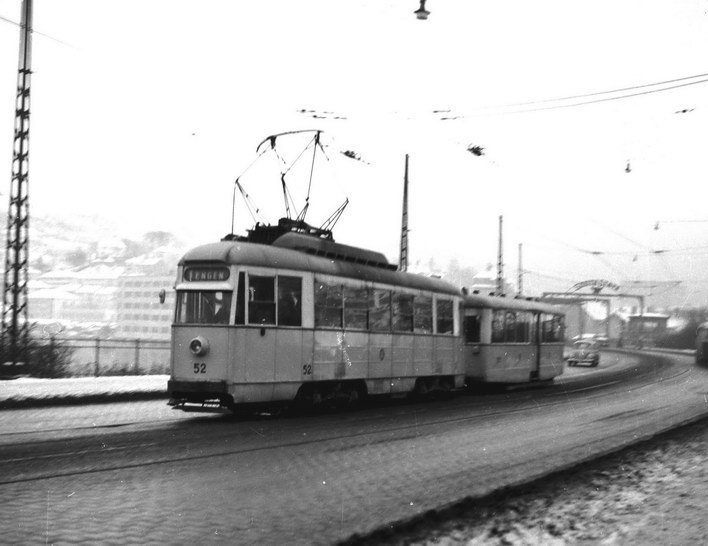
Motorwagen 52 met bijwagen op de Nygårdsbroen (Nygårdsbrug), kort voor de opheffing van de tram; december 1965.
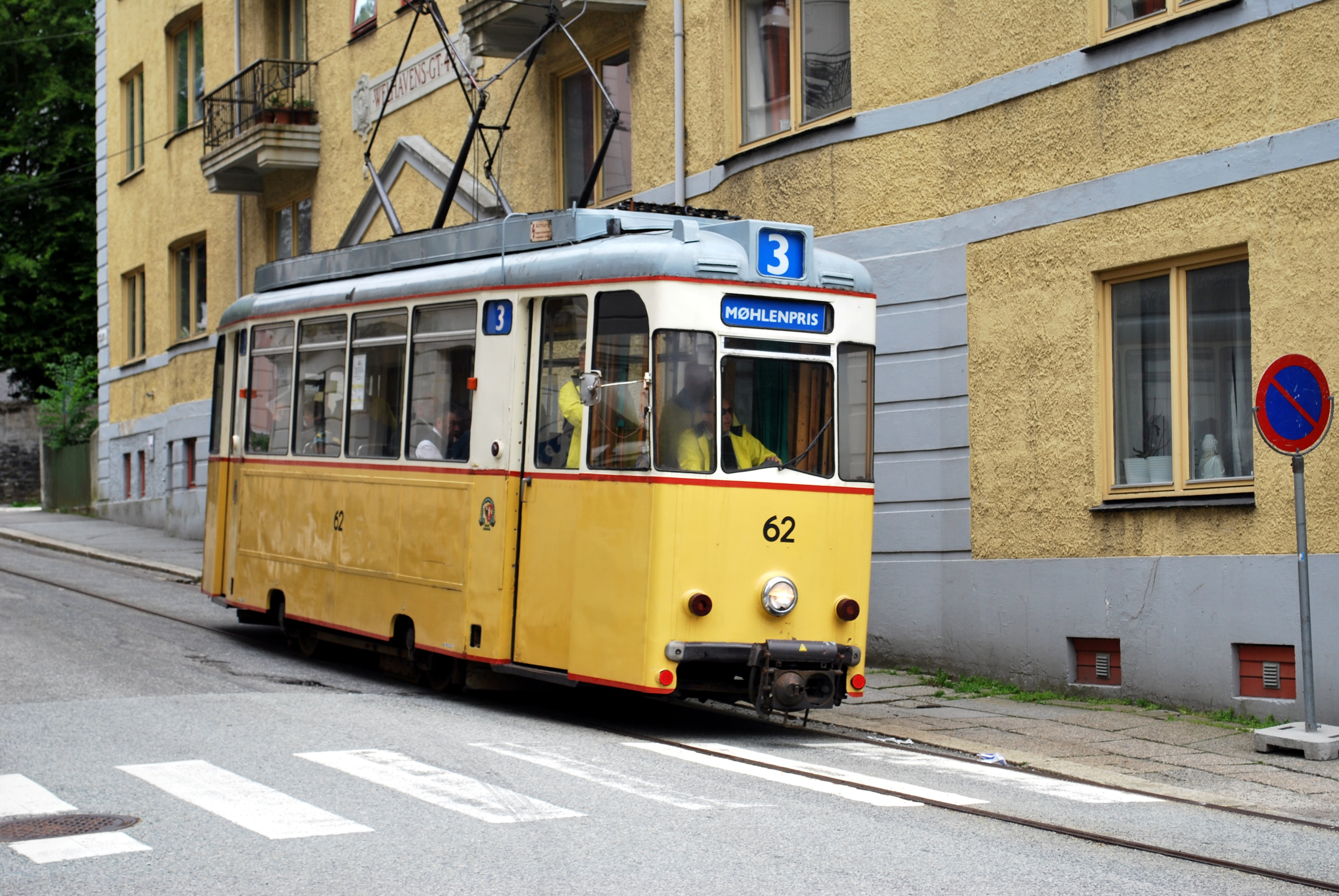
Museumtram te Bergen met motorwagen 62, van het type Reko, afkomstig uit Oost-Berlijn; 24 mei 2009.
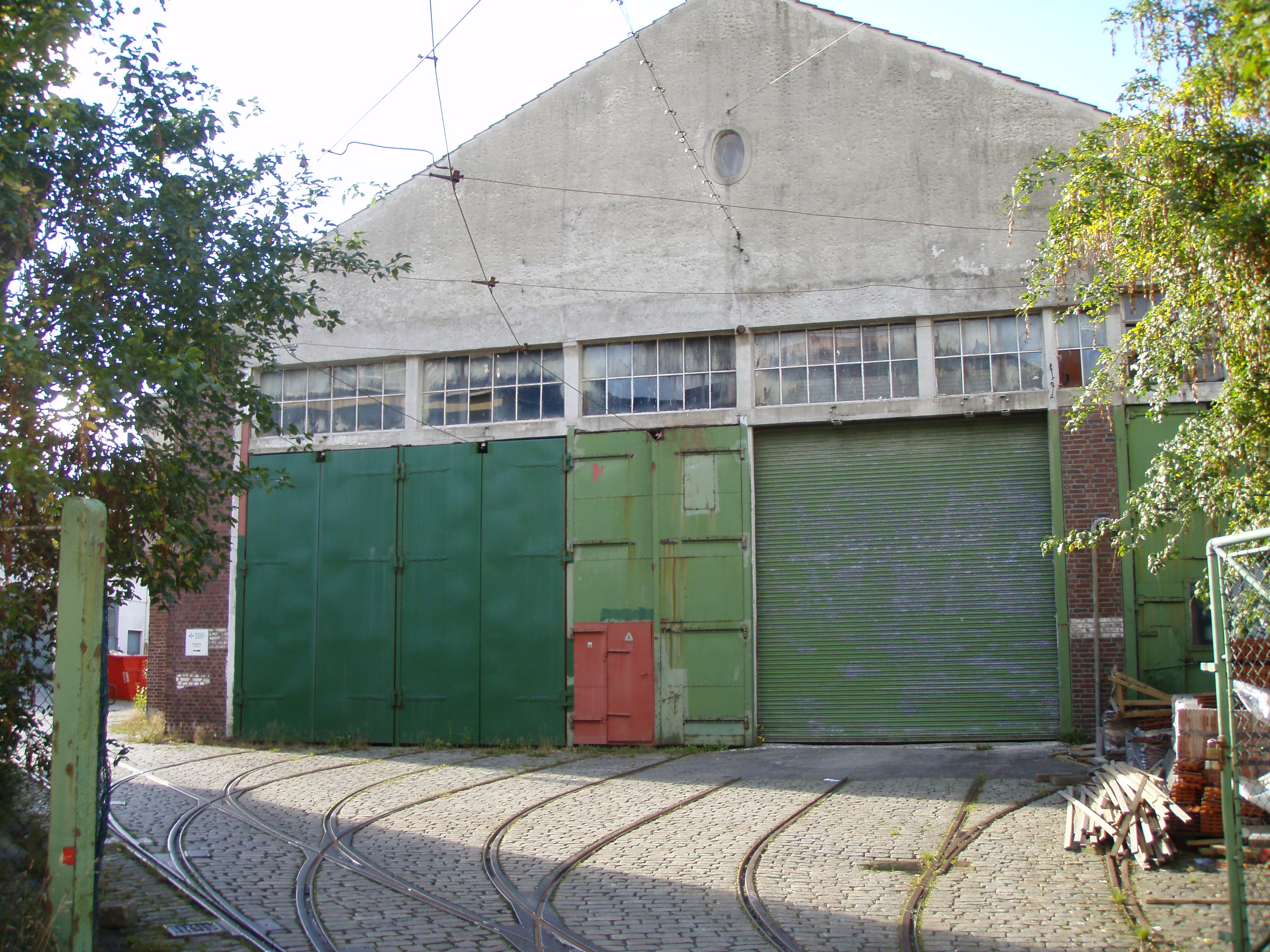
Oude tramremise te Møhlenpris van de tram van Bergen.